# Strumigenys mokensis
Strumigenys mokensis är en myrart som beskrevs av Auguste-Henri Forel 1905. Strumigenys mokensis ingår i släktet Strumigenys och familjen myror. Inga underarter finns listade i Catalogue of Life.